# سنگ‌چشم امین
سنگ‌چشم امین (نام علمی: Lanius gubernator) نام یک گونه از سرده سنگ‌چشم‌های معمولی است.